# 新帕尔格雷夫经济学词典
《新帕尔格雷夫经济学词典》是帕爾格雷夫·麥米倫出版社于2018年出版的20卷本经济学参考书，是该系列的第三版，该书包含3000个词条，原帕尔格雷夫的经典文章以及相关领域中杰出经济学家撰写的文章，作者中包括36名诺贝尔经济学奖得主。

## 编者
- 刘大中，编者中唯一一位中国人